# Cheumatopsyche danae
Cheumatopsyche danae là một loài Trichoptera trong họ Hydropsychidae. Chúng phân bố ở miền Ấn Độ - Mã Lai.